# Poa tibetica
Poa tibetica là một loài thực vật có hoa trong họ Hòa thảo. Loài này được Munro ex Stapf miêu tả khoa học đầu tiên năm 1896.